# سیف‌الله وحیدنیا
سیف‌الله وحیدنیا سیاست‌مدار ایرانی بود، که در دوره‌های  بیست و یکم ،  بیست و دوم  و  بیست و سوم  بعنوان نماینده فلاورجان و لنجان در مجلس شورای ملی حضور داشت.